# Logistyka dystrybucji

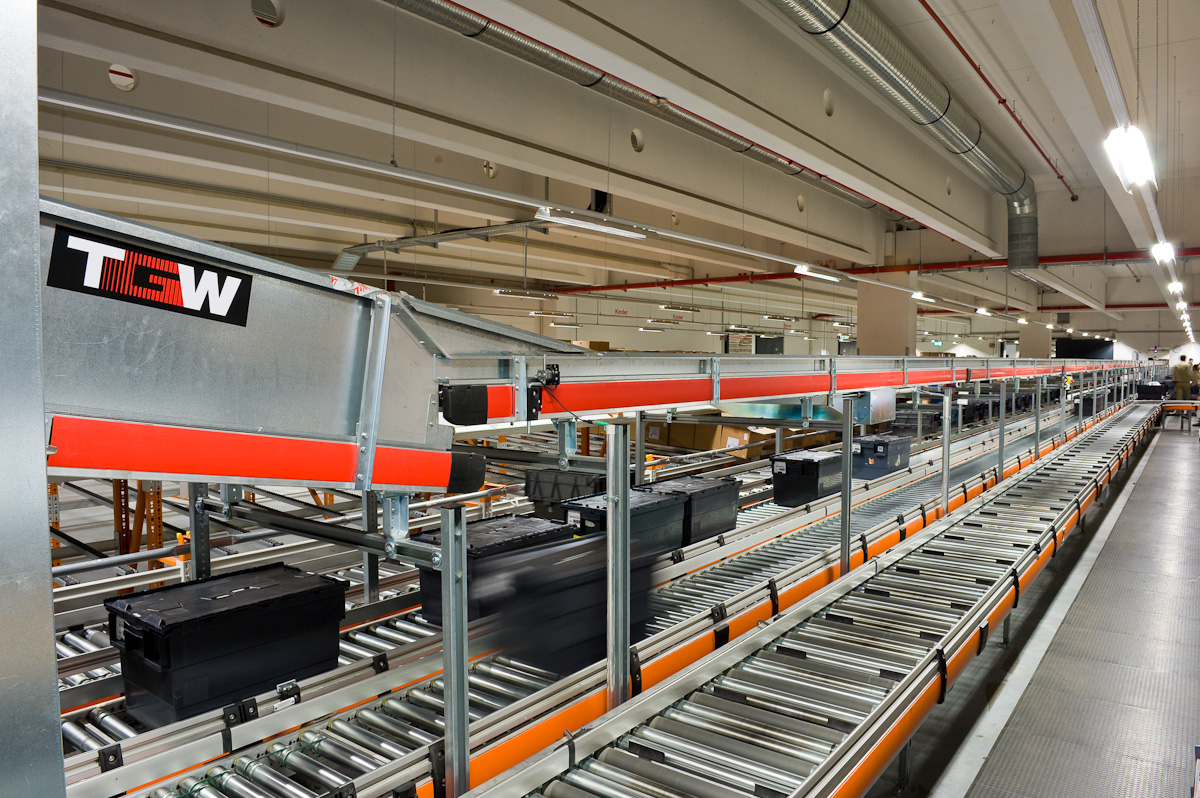
Centrum dystrybcyjne

Logistyka dystrybucji – obejmuje przepływ towarów z magazynu wyrobów gotowych producenta bezpośrednio lub przez pośredników do odbiorców końcowych (konsumentów).

## Opis
W okresie lat 60. i 70. wiele przedsiębiorstw, w USA, jak również na całym świecie, skupiało się na tym, co określano dystrybucją fizyczną lub logistycznym systemem dystrybucji. Przedsiębiorstwa te starały się w sposób systematyczny zarządzać sekwencją ściśle ze sobą powiązanych działań w dziedzinie transportu, dystrybucji, magazynowania, sterowania przepływami wyrobów gotowych i poziomem zapasów, pakowania i manipulacji materiałami, aby móc umiejętnie dostarczać wyroby gotowe swoim klientom. Były to lata wielkich wyzwań i wielkich przemian. Wiele motywujących aspektów wywarło wpływ na podejmowanie przez przedsiębiorstwa działań w kierunku efektywniejszego zarządzania dystrybucją fizyczną. Z czasem jak przedsiębiorstwa zaczęły dostrzegać wagę zależności między kosztami zapasów a kosztami transportu z całościowego punktu widzenia, ale również z punktu widzenia kosztu całkowitego i działania te zaczęto delegować dla specjalnie powołanych kierowników ds. dystrybucji fizycznej. Namawiała do tego możliwość obniżenia całkowitego kosztu dystrybucji fizycznej przez zarządzanie systemowymi relacjami trade-offs. Przykładowo, korzystanie z kosztownego przewozu lotniczego mogłoby umożliwić dokonanie radykalnych oszczędności w zapasach i magazynowaniu poprzez zmniejszenie liczby punktów składowania. Także i inne spokrewnione działalności, takie jak gospodarka opakowaniami, manipulacja materiałami oraz obsługa klienta, zostały ocenione pod kątem potencjalnych oszczędności.
W latach 70. i 80. coraz więcej przedsiębiorstw dostrzegało już dodatkowe sposoby oszczędzania dzięki połączeniu dziedziny zaopatrzenia (gospodarki materiałowej) z dziedziną dystrybucji (dystrybucją fizyczną). Połączenie gospodarki materiałowej z dystrybucją fizyczną określano jako logistyka biznesu lub system logistyczny. Z początkiem przynosiło to pewne oszczędności – jeden kierownik transportu koordynował zarówno transport wewnętrzny, jak i zewnętrzny. Po roku 1980, kiedy rozpoczął się proces deregulacji transportu, perspektywy negocjowania ze spedytorami wynagrodzeń za transport po stronie zaopatrzenia i dystrybucji były o wiele lepsze. Przyczyniło się to do zmniejszenia płac przewozowych oraz polepszenia obsługi transportowej. Przedsiębiorstwa uzmysłowiły sobie również ewentualność postrzegania całego procesu – rozpoczynając na surowcach, poprzez zapasy produkcji w toku, na wyrobach gotowych kończąc – jako jednej całości, która zarządzana kompleksowo działa wiele sprawniej.